# Chioma Ajunwa
Pour les articles homonymes, voir Ajunwa.
Chioma Ajunwa, née le 25 décembre 1970 à Umuihiokwu Mbaise, est une footballeuse et une athlète nigériane, pratiquant le saut en longueur.

## Palmarès

### Jeux olympiques d'été
- Jeux olympiques de 1996 à Atlanta, États-Unis
  -  Médaille d'or du saut en longueur
  - 5e du relais 4 × 100 mètres

### Jeux africains
- Jeux africains de 1991, Le Caire, Égypte
  -  Médaille d'or du saut en longueur
  -  Médaille d'or du relais 4 × 100 mètres

### Championnats du monde d'athlétisme
- Championnats du monde 2001 à Edmonton, Canada
  - 4e du relais 4 × 100 mètres

### Championnats d'Afrique d'athlétisme
- Championnats d'Afrique 1998 à Dakar, Sénégal
  -  Médaille d'or du saut en longueur
- Championnats d'Afrique 1990, Le Caire, Égypte
  -  Médaille d'or du saut en longueur
  -  Médaille d'or du relais 4 x 100 mètres
- Championnats d'Afrique 1989 à Lagos, Nigeria
  -  Médaille d'or du saut en longueur

### Championnats du monde d'athlétisme en salle
- Championnats du monde en salle 1997 à Paris, France
  -  Médaille d'argent du saut en longueur
  - 4e du 60 mètres

### Jeux du Commonwealth
- Jeux du Commonwealth 1990
  -  Médaille de bronze du relais 4 × 100 mètres
  - 4e du saut en longueur